# Botanischer Erlebnisgarten Altenburg
Der Botanische Erlebnisgarten Altenburg befindet sich in Altenburg in Thüringen. Die Gründung reicht auf das Jahr 1928 zurück. 2003 wurde der botanische Garten von der Stadt Altenburg geschlossen, um Geld einzusparen. Er wurde 2005 auf Initiative des Regionalverbandes „Altenburger Land der Kleingärtner“ wiedererweckt. 2006 wurde der Förderverein Altenburger Botanischer Erlebnisgarten e. V. gegründet. Dieser Verein ist für den Erhalt, die Pflege des Geländes und die Pflanzenvielfalt verantwortlich. Der Garten steht seit 2008 unter Denkmalschutz. Er ist von April bis Oktober geöffnet. Das Areal ist 8400 m² groß. Gepflegt werden über 2500 Pflanzenarten.